# Вулька-Ольбенцька
Вулька-Ольбенцька (пол. Wólka Olbięcka) — село в Польщі, у гміні Тшидник-Дужий Красницького повіту Люблінського воєводства.
Населення — 121 особа (2011).
У 1975-1998 роках село належало до Тарнобжезького воєводства.

## Демографія
Демографічна структура станом на 31 березня 2011 року:
|          | Загалом | Допрацездатний вік | Працездатний вік | Постпрацездатний вік |
| -------- | ------- | ------------------ | ---------------- | -------------------- |
| Чоловіки | 57      | 14                 | 36               | 7                    |
| Жінки    | 64      | 10                 | 34               | 20                   |
| Разом    | 121     | 24                 | 70               | 27                   |